# Іршавська улоговина

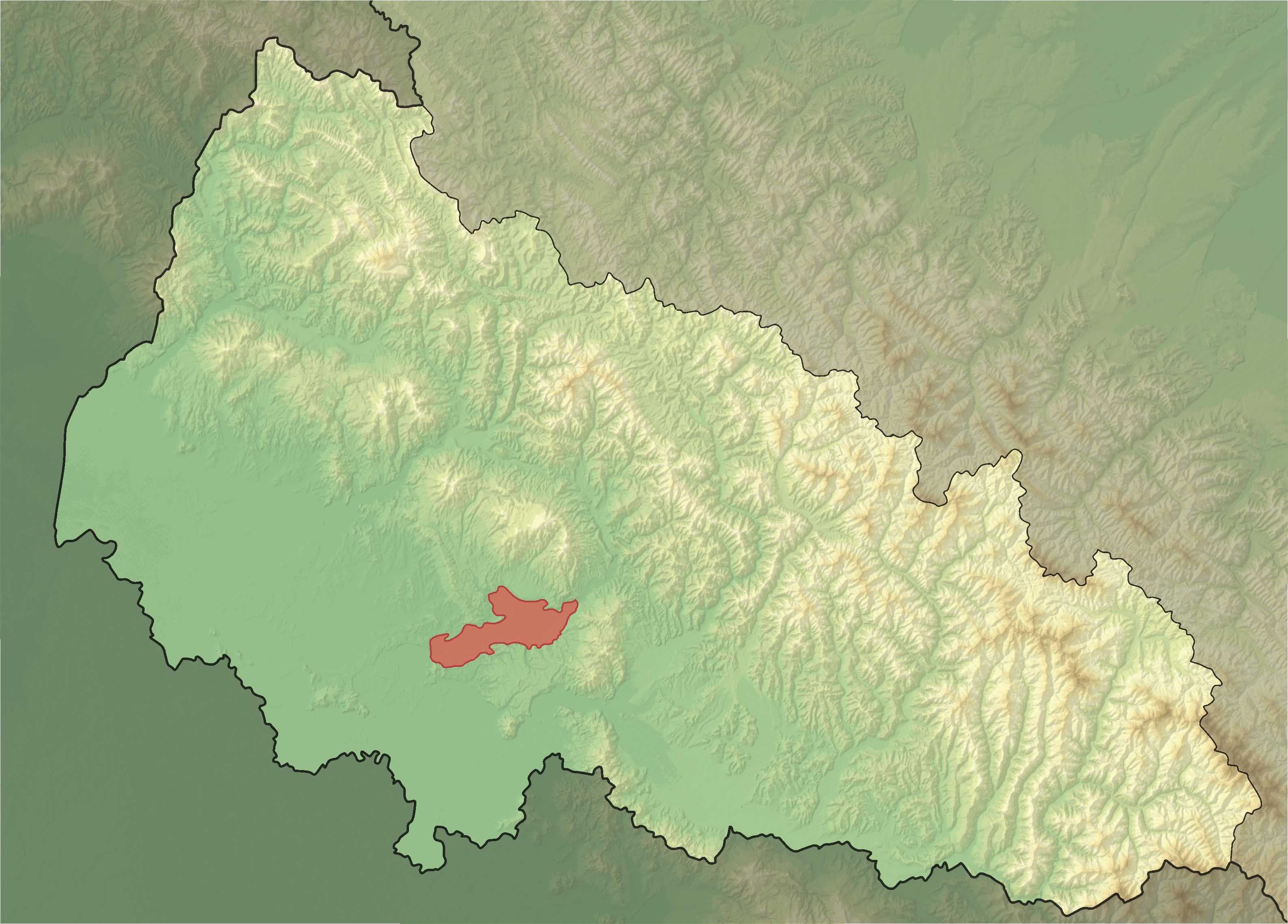
Иршавська котловина

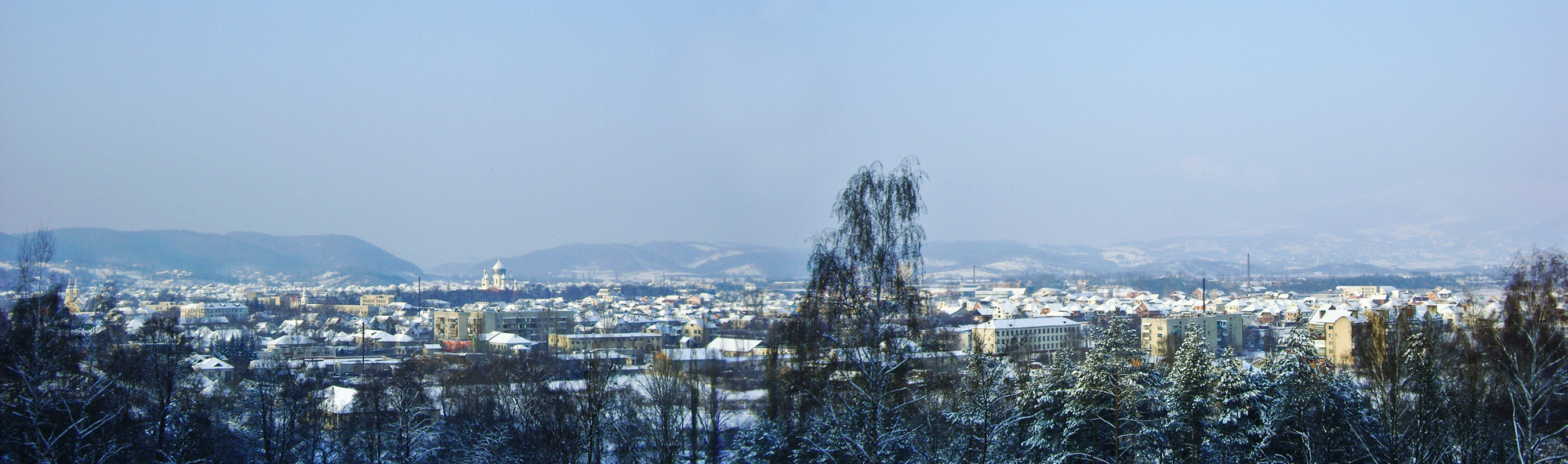
Іршавська улоговина і місто Іршава

Ірша́вська улого́вина — міжгірна улоговина в Українських Карпатах, у межах Іршавського району Закарпатської області. 
Розташована між масивами Вигорлат-Гутинського вулканічного пасма — Великий Діл (на півночі), Тупий (на сході), Гат (на заході) та їхніми відрогами. На південному заході переходить у Закарпатську низовину. Розміри 18 х 15—17 км. Висоти 125—375 м. 
Рельєф ерозійно акумулятивний. Поверхня розчленована річками Боржава, Іршавка та їхніми притоками. Є запаси бурого вугілля та лігніту. 
В межах улоговини розташоване місто Іршава і декілька сіл. 